# Kirk Graves
Kirk Andrew Graves (* 25. August 1964 in Pasadena, Kalifornien) ist ein US-amerikanischer Schauspieler und Filmproduzent.

## Leben
Graves wurde am 25. August 1964 in Pasadena geboren. Er wirkte 1987 in dem Science-Fiction-Abenteuerfilm Jäger der verschollenen Galaxie in der Rolle des Vak mit. In den folgenden Jahren war er in unregelmäßigen Abständen als Schauspieler in Fernseh- oder Filmproduktionen zu sehen. 2002 hatte er eine Episodenrolle in der Fernsehserie Emergency Room – Die Notaufnahme inne. 2006 übernahm er in der Actionkomödie 18 Fingers of Death! die Rolle des Steven Seafood, eine Parodie zu Steven Seagal. Für die deutschsprachige Sprachfassung lieh ihm Ingo Albrecht die Stimme. 2008 stellte er mit der Rolle des Alexander McGask eine der Hauptcharaktere im Kurzfilm Mercy dar. Der Kurzfilm wurde am 26. Juli 2008 auf dem Action On Film International Film Festival uraufgeführt und Graves fungierte zusätzlich als Executive Producer. 2009 war er in einer Episode der Fernsehserie Modern Family zu sehen. Später folgten Besetzungen in verschiedenen Kurzfilmen sowie eine Rolle in der 2016 erschienene Dramakomödie Fishbowl als Dr. Schmidt.

## Filmografie (Auswahl)

### Schauspiel
- 1987: Jäger der verschollenen Galaxie (Slave Girls from Beyond Infinity)
- 2000: StarGeeks (Kurzfilm)
- 2002: Emergency Room – Die Notaufnahme (ER, Fernsehserie, Episode 9x10)
- 2006: 18 Fingers of Death!
- 2008: Mercy (Kurzfilm)
- 2009: Modern Family (Fernsehserie, Episode 1x10)
- 2015: Loose Ends (Kurzfilm)
- 2016: Fishbowl
- 2017: Hollywood Girl: The Peg Entwistle Story (Kurzfilm)
- 2017: Stolen Stars (Kurzfilm)

### Produktion
- 2008: Mercy (Kurzfilm)